# Artemis Ridge
Artemis Ridge är en bergstopp i Antarktis. Den ligger i Östantarktis. Nya Zeeland gör anspråk på området. Toppen på Artemis Ridge är 1 427 meter över havet. Artemis Ridge ingår i Olympus Range.
Terrängen runt Artemis Ridge är kuperad åt nordväst, men åt sydost är den bergig. Trakten är obefolkad. Det finns inga samhällen i närheten. 